# Supriyono Paimin
Supriyono Paimin (8 agosto 1975) è un ex calciatore indonesiano, di ruolo attaccante.

## Carriera

### Nazionale
Con la nazionale indonesiana ha partecipato ai Coppa d'Asia 1996.